# Gossia dallachyana
Gossia dallachyana là một loài thực vật có hoa trong Họ Đào kim nương. Loài này được (F.Muell. ex Benth.) N.Snow & Guymer mô tả khoa học đầu tiên năm 2003.